# پرسی مارمونت
پرسی مارمونت (انگلیسی: Percy Marmont؛ ۲۵ نوامبر ۱۸۸۳ – ۳ مارس ۱۹۷۷) هنرپیشه و کارگردان اهل بریتانیا بود. وی بین سال‌های ۱۹۱۶ تا ۱۹۶۸ میلادی فعالیت می‌کرد.
از فیلم‌هایی که وی در آن نقش داشته است، می‌توان به مامور مخفی، غنی و غریب و تله آدم‌گیر اشاره کرد.